# Steve Cavanagh
Steve Cavanagh (Belfast, ...) è uno scrittore britannico di romanzi gialli.

## Biografia
Nato e cresciuto a Belfast, dopo la laurea in Legge ha lavorato alcuni anni come investigatore.
Dopo aver scritto sceneggiature in gioventù senza tuttavia mai pubblicarle, ha esordito nella narrativa nel 2015 con il legal thriller The Cross, primo capitolo della serie avente per protagonista l'avvocato Eddie Flynn giunta al 2018 al quarto capitolo.
Avvocato civilista, è divenuto celebre per aver rappresentato nel 2010 un operaio vittima di abusi razziali sul posto di lavoro ottenendo il più cospicuo risarcimento per danni morali della storia legale dell'Irlanda del Nord.
Nel 2018 è stato insignito del prestigioso Gold Dagger per il romanzo The Liar.

## Opere

### Serie Eddie Flynn
- The Cross (2015)
- Il difensore (The Defence), Milano, Longanesi, 2015 traduzione di Guido Calza ISBN 978-88-304-4094-4.
- Ultimo appello (The Plea, 2016), Milano, Longanesi, 2017 traduzione di Federica Garlaschelli ISBN 978-88-304-4742-4.
- The Liar (2017)
- Una vita da salvare (Thirteen, 2018), Milano, Longanesi, 2021 traduzione di Federica Garlaschelli ISBN 978-88-304-5248-0.

### Altri romanzi
- Scorpion (2017)

## Premi e riconoscimenti
- Gold Dagger: 2018 per The Liar
- Theakston's Old Peculier Crime Novel of the Year Award: 2019 per Una vita da salvare[6]